# Phanerotoma nepalensis
Phanerotoma nepalensis är en stekelart som beskrevs av Herbert Zettel 1989. Phanerotoma nepalensis ingår i släktet Phanerotoma och familjen bracksteklar. Inga underarter finns listade i Catalogue of Life.